# NGC 5602
NGC 5602 is een spiraalvormig sterrenstelsel in het sterrenbeeld Ossenhoeder. Het hemelobject werd op 15 mei 1787 ontdekt door de Duits-Britse astronoom William Herschel.

## Synoniemen
- UGC 9210
- MCG 9-24-2
- ZWG 273.4
- PGC 51340